# Гиперкорифодон
Гиперкорифодон (лат. Hypercoryphodon thomsoni) — вид вымерших млекопитающих из семейства Coryphodontidae подотряда пантодонтов (Pantodonta). Единственный вид рода Hypercoryphodon. Их ископаемые остатки известны из времён позднего эоцена (37,2—33,9 млн лет назад). Это было четвероногое травоядное животное, похожее на гиппопотама.

## Внешний вид и строение
Типовой экземпляр A. M. 26384. Это прекрасно сохранившийся череп со всеми щечными зубами и альвеолами резцов и клыков.
найден в местонахождении Houldjin Gravels, в двадцати пяти милях к юго-западу от Ирэн-Дабасу, Внутренняя Монголия. Найден и собран китайским помощником Чи. Среднеазиатская экспедиция, 1930 год.
Зубная формула 3. 1. 4. 3. I1 самый крупный из серии резцов, I2-3 такого же размера и немного меньше I1, клыки крупнее I1, но не увеличены, как у Coryphodon или Eudinoceras. Типовой череп может принадлежать самке, и в этом случае клыки, естественно, могут быть значительно уменьшены. Щечные зубы типичны для корифодонтов. Премоляры с гораздо более уплощенными и менее V-образными внешними гребнями, чем у Eudinoceras, в этом отношении они ближе к Coryphodon. Протоконы премоляров сильно развиты и более серповидны, чем у Eudinoceras. Развитый внутренний пояс на P2-P4. P1 примерно вдвое меньше поперечного диаметра P2. P2-4 примерно одинакового размера, слегка увеличиваясь к молярам. Коренные зубы квадратные, передний и задний гребни параллельны друг другу, причем передний гребень несколько длиннее. Гребни на М3 поперечные, на М1-2 направлены назад, к срединной линии. На внешней стороне коренных зубов имеется сильный срединный округлый бугорок, соединяющийся с задним гребнем. Гребень на внутреннем крае М1 не цельный, на М2 сплошной, но слабо развитый, на М3 отсутствует. М1 самый маленький из серии, М2-3 примерно такого же размера.
Череп сильно удлиненный, в этом отношении он отличается от любого другого известного корифодонта. Сагиттальный гребень очень умеренно уплощен и расширен. Верхняя часть черепа без вздутий и роговых выступов; срединный профиль от лямбдоидного гребня до носа почти прямой. Челюстно-предчелюстная область умеренно расширена.
Дополнением к приведенному выше обобщению общих и специфических признаков являются морщинистость на обеих сторонах в области верхней губы, что указывает либо на хрящевой экзостоз, либо на наличие мест для прикреплениы мышц большой гибкой верхней губы. Отличительным признаком черепа является его удлинение (800 мм) или долихоцефалия, обеспечивающая длину, ширину и краниальный указатель 45 в отличие от длины, ширины и краниального указателя 70 у Eudinoceras holobolchiensis. Второй весьма отличительной особенностью является крайняя лофодонтность или совершенство поперечных гребней верхних коренных зубов, сравнимое с тем, которое достигается у всех гиперлофодонтных копытных, и сильно отличающееся от лофо-селенодонтных коренных зубов корифодона; это прогрессивная стадия, выходящая за пределы лофодонтии Eudinoceras. Двойное и четкое отличие от Eudinoceras обеспечивается как крайней долихоцефалией, так и бисерповидным строением премоляров, которые удивительно напоминают таковые у Coryphodon testis.

## Палеоэкология
Гиперкорифодон и родственные им эудиноцерасы (Eudinoceras) обитали в заболоченных лесах. Эти животные питались мягкой водной растительностью.